# Tempe Terra
Tempe Terra je rozsáhlá nesourodá oblast starší kůry, zlomových struktur a projevů mladšího vulkanismu na severní polokouli Marsu. Rozkládá se východně od atypické štítové sopky Alba Patera, spadající do severní oblasti Tharsis, kolem které se táhne na jejím severovýchodním okraji. Tempe Terra patří do většího celku Tempe-Mareotis Region. Na jižní straně je Tempe Terra ohraničena údolním systémem Kasei Valles, jenž vede od východní části Tharsis až k planině Chryse Plantia, která současně s Acidalia Planitia ohraničuje oblast Tempe Terra na východě až severovýchodě. Severní část je pak vymezena doznívajícím zlomovým systémem Tantalus Fossae, který probíhá na východní straně štítové sopky Alba Patera.
Oblast Tempe Terra se rozkládá mezi 53° až 92° západní délky a 25° až 54° severní šířky na území které je široké více než 2 573 km. Skládá se ze zlomového systému Tempe Fossae, severněji od Tempe Fossae se nachází oblast Ascuris Planum a dále severněji další zlomový systém Mareotis Fossae. Název Tempe Terra vznikl dle klasického albedového jména v roce 1979.
Oblast je výrazně ovlivněna zlomovou strukturou Mareotis Fossae, která probíhá přibližně severovýchodním směrem přes celou oblast z jihozápadní části, kde se nachází velký impaktní kráter Gandzani až do oblasti Ascuris Planum. Zlomový systém narušuje kompaktnost vystupující starší kůry nad okolní krajinu v její jižní části poblíž impaktního kráteru Reykholt. Z kráteru vychází v severojižním směru k Mareotis Fossae další zlomový systém Tanais Fossea, jenž svírá s Mareotis Fossea přibližně úhel 50° a který je z východní strany ohraničen starší kůrou.

Na východní hranici této starší kůry se nachází pás tří propastí Baphyras Catena. Největší z nich je až 38 km dlouhá, 14 km široká a 1,7 km hluboká. Vznik propastí je zřejmě spojen s aktivitou zlomového systému Mareotis Fossea, ale v současnosti neexistuje jasná teorie vysvětlující pohyb na těchto zlomech. V západní části mezi štítovou sopkou Issedon Tholus a starším pohořím Tanaica Montes se táhne v jiho-severním směru pravděpodobné 480 km dlouhé říční koryto Enipeus Vallis, jenž se dále ztrácí v severních oblastech bez viditelného ústí. Celá oblast od západu k východu vystupuje z 2 000 m nad nulovou výškou s nejvyšším místem v centrální oblasti, kde dosahuje přes 4 000 m. Dále na východ pak pozvolna klesá k hodnotám okolo 3 000 m.
Zlomové a tektonické struktury v oblasti se tak dají rozdělit do pěti základních jednotek – Tanais Fossae, terasovité plata, Tempe Fossae, Mareotis Fossae-Ascuris Planum a systémy trhlin. Z pohledu přednostní orientace kalder a zlomových útvarů, ze kterých na povrch proudila láva, se jeví jako nejdůležitější systém trhlin Mareotis Fossae. Vulkanické útvary, které částečně zlomové útvary překrývají, jsou orientovány převážně rovnoběžně s tímto zlomovým systémem, který má směr ZJZ-VSV.
Oblast Tempe Terra je obklopena velkými sopečnými tělesy. Předpokládá se, že i oblasti vzdálenější od těchto výrazných sopečných kuželů jsou tvořeny výlevnými lávami pocházejícími právě z těchto sopek. Na západě od oblasti Tempe Terra, ve vzdálenosti přibližně 600 km, je to sopka Alba Patera. Na jihozápad od oblasti Tempe Terra (600 km na západ a 400 km jižně) tvoří výrazný morfologický prvek štítová sopka Uranius Patera. Na východě se dále nachází několik starších sopek společně s 190 km vzdálenou bezejmennou sopkou popsanou geology Hodgesem a Moorem.
Hlavní výskyt štítových sopek se nachází v oblasti vymezené na západě korytem Enipeus Vallis, pohořím Tanaica Montes na severu, zlomovým systémem Tantais Fossae na východě a přibližně spojnicí impaktních kráterů Kisambo a Wooglar na jihu.
Dle staršího mapování se v oblasti vyskytují štítové sopky, které mají obvykle výšku 200 až 400 m nad okolními pláněmi a velikost základny od 2 do 10 km, ale např. štítová sopka Issedon Tholus (94,7 z.d., 36,3° s.š.) nacházející se poblíž západního okraje v centrální části oblasti má základnu o velikosti 50 až 60 km.

## Stratigrafie oblasti
V oblasti Tempe Terra jsou rozpoznávány všechny tři základní stratigrafické jednotky Marsu, které byly vyčleněny na základě práce Scotta a Carra v roce 1978 a později dalšími upřesňovány. Některé jednotky nebylo možné na základě vyhodnocení satelitních snímků datovat, jelikož erozivní procesy zahladily stopy po kráterech, jiné jednotky byly překryty částečně mladší lávou, což také znesnadnilo určování stáří.

### Noachian
Z období Noachian pocházejí nejstarší jednotky v oblasti, které se při satelitním pozorování jeví jako „okna“ v mladších jednotkách, které ukazují kompaktní kůru se značně rýhovaným povrchem místy narušené velkými impaktními krátery (jako např. kráter Reykholt), či zlomovými strukturami s převažujícím severovýchodním-jihozápadním sklonem. Tato kůra vykazuje stopy silných erozivních jevů, které se projevují převážně na okrajových, či vyvýšených částech oblasti. Tato starší kůra se vyskytuje dále na hranách impaktních kráterů, které jsou oproti okolí vyklenuty a mají neostré okraje. Báze kráterů je často vyplněna mladším, jemnějším materiálem, který napadal z okrajů, nebo pochází z eolitické činnosti, která je na Marsu v současnosti převládajícím morfologickým činitelem. Některá místa vykazují známky vodní eroze jako např. již zmiňovaný impaktní kráter Reykholt, který je v jihovýchodní části narušen pravděpodobným vyschlým vodním průtokem. Rozpraskání kůry, místy vyplněné zlomy a trhliny lávou nasvědčuje, že zlomové systémy Tanis Fossae a Tempe Fossae vznikly na přelomu Noachianu a Hesperianu, kdy v oblasti panovala sopečná aktivita a jsou mladší než sopečné jednotky.

### Hesperian
Z období Hesperianu se zachovaly důkazy, které ukazují, že oblast byla vystavena silným projevům říční (fluviální) eroze, tektonickým pochodům, projevům výlevného vulkanismu, který zformoval rozsáhlé planiny, a vlivu značného počtu sopek. Většina sopečného materiálu byla na povrch dopravena z lokálních poruch, ale materiál na západním okraji Tempe Terra pochází nejspíše až ze sopky Alba Patera. Vzhledem k tektonickým pochodům a vulkanismu je v současnosti těžké odhadnout rozsah fluviální eroze v oblasti, přesto se dá jasně rozlišovat oblast lokální eroze a sedimentace. Nejvýraznějším rysem činnosti tekoucí vody je říční koryto Enipeus Vallis v západní části hlavního výskytu štítových sopek. Část koryta je vyplněna lávou, což ukazuje na jeho větší stáří než v případě vulkanických struktur.
Vulkanická aktivita v Hesperianu se dle některých autorů dělí na tři části – spodní, střední a svrchní období Noachianu. V oblasti Tempe Terra nejsou žádné jednotky spadající do období spodního Noachianu. Tyto jednotky byly pravděpodobně překryty mladšími jednotkami nebo byly zahlazeny vodní erozí. V této době došlo k celé řadě projevů výlevného vulkanismu, které se vzájemně ovlivňovaly a překrývaly, o čemž svědčí různé vztahy hranic jednotlivých jednotek. Výlevný vulkanismus vytvořil rozsáhlé rovinaté oblasti, které překryly starší struktury. Tento jev znesnadňuje přesnou dataci pomocí relativní hustoty kráterů, která tak zde může obsahovat značnou statistickou chybu.
V období svrchního Hesperianu vznikaly v oblasti Tempe Terra převážně štítové sopky, lávové výlevy a lávové proudy, které tak vytvořily unikátní vulkanický systém.

### Amazonian
Předpokládá se, že vulkanismus dozníval v oblasti i v období poslední stratigrafické jednotky Amazonian a to převážně v jihozápadní části této oblasti. Projevy vulkanismu postupně slábly, až zcela utichly do současné podoby, kdy v oblasti nejsou evidované žádné projevy aktivní vulkanické činnosti (ty v současnosti nejsou pozorovány nikde na povrchu planety). Amazonianu začíná převládat erozivní činnost, která formuje povrch planety až do dnešní doby – eolická činnost. Působení větru má za následek transport drobných písečných a prachových částí, které se usazují na závětrných stranách a na dnech kráterů, jenž se pozvolna vyplňují.

## Srovnání vulkanismu v Tempe Terra a Snake River Plain
Mars byl podobně jako Země utvářen endogenními i exogenními pochody, které zformovaly jeho povrch do dnešní podoby. Na základě podobnosti ve vzniku obou planet lze předpokládat, že některé marsovské útvary mají terestrické ekvivalenty, které jsou pro současný výzkum přístupné a je možné provádět jejich měření, zjišťovat chemické složení, vzájemné vztahy a zkoumat mechanismus jejich vzniku. Jiné, jako např. Tyrhenna Patera, jsou ale pro terestrické podmínky naprosto atypické a v současnosti ojedinělé. Referenční plochou pro oblast Tempe Terra se po průzkumu v 70. letech stala vulkanická oblast Snake River Plain v Idaho, která vykazuje celou řadu podobných charakteristických znaků a lze se tedy domnívat, že obě oblasti budou mít podobnou historii vzniku a podobné chemické složení.
Oblast Snake River Plain byla v 70. letech 20. století podrobně prozkoumána a popsána americkým geologem R. Greeleyem, který zavedl pro charakteristický typ vulkanismu z této oblasti nový termín „plains volcanism“. Jedná se o přechodný typ mezi intra-kontinentálním výlevným vulkanismem (tzv. „flood basalts“) a Havajskými štítovými sopkami. Při podrobné analýze tvaru štítových sopek v Snake River Plain se zjistilo, že zdejší sopky mají relativně strmější svahy v centru (cca 5°) na rozdíl od distálních částí (0,5°). Oblast Snake River Plain je současně protkána systémem lávových tunelů, kterými proudila láva. V oblasti Tempe Terra nebyly zatím tyto kanály pozorovány, což naznačuje, že zde buď nevznikly nebo je není možné odhalit metodami orbitálního snímkování.
Současná pozorování napovídají, že výskyt trhlin a kráterů, ze kterých na povrch proudila láva, je mnohem vyšší v oblasti Snake River Plain, než v oblasti Tempe Terra. Dále se v oblasti Snake River Plain vyskytuje pouze jeden převažující typ vulkanismu – tzv. vulkanismus bazaltových plání (tzv. „basaltic plains volcanism"). Tempe Terra však vykazuje současně tři druhy vulkanismu. První je typický pro oblast Columbia Plateau v USA, kde převládá záplavový výlevný vulkanismu (tzv. „flood basalts"). Projevuje se štítovými sopkami a lávovými výlevy z lineárních přívodních kanálů (tzv. „fissured flows") do širokého okolí. Jako poslední typ se zde nachází oblast, která zcela koresponduje s oblastí Snake River Plain. Je to oblast v centrální části Tempe Terra mezi korytem Enipeus Vallis na západě, pohořím Tanaica Montes na severu, zlomovým systémem Tantais Fossae na východě a přibližně spojnicí impaktních kráterů Kisambo a Wooglar na jihu, kde se jednotlivé štítové sopky vzájemně překrývají a je tedy složité určit přesnou hranici jednotlivých sopek, které tvoří kompaktní vulkanickou oblast s množstvím vrcholů s krátery. Tento druh vulkanismu je typický pro bazaltové vulkanické pláně (tzv. „basaltic plains volcanism").
Celkový chemismus oblasti Snake River Plain je tvořen lávami, které měly v době výlevu relativně nízkou viskozitu. Tyto lávy nejspíše tvoří i oblast Tempe Terra. Oproti Tempe Terra, kde většina vulkanických prvků a depresí má dominantní orientaci shodnou se zlomovým systémem, je oblast Snake River Plain nejednotná, rifty a zlomy nejsou přednostně orientované a rozbíhají se do všech stran. V oblasti se vyskytuje vulkanická aktivita dvou dominantních typů – první se projevuje pozitivní topografií, kdy nad okolní krajiny vystupuje sopečný kužel či vytlačená část kůry vlivem síly vystupujícího magmatu (jedná se převážně o štítové sopky, tělesa s příkřejšími svahy a centrálním kráterem, které jsou nejspíše ekvivalentem terestrických stratovulkánů a objekty, které neodpovídají těmto dvěma typům). Druhý typ nemá výraznou pozitivní topografickou stopu na povrchu (jedná se především o lávové výlevy a lineární deprese).
Na západním okraji Tempe Terra se nachází pláně, které jsou dominantně tvořeny výlevným vulkanismem podobným dalším oblastem na Marsu jako Lunae Planum či okolí Elysium Planitia. Tento typ není možné pozorovat v žádné oblasti Snake River Plain a spíše se přibližuje výlevnému vulkanismu bazaltů v oblasti Columbia River Plateau v USA.
Starší práce předpokládají, že štítové sopky se zdvihají nad okolní krajinu 200 až 400 m, což koresponduje s pozdějšími měřeními založených na snímcích s lepším rozlišením. Původní velikosti základny o průměr 2 až 10 km se ukazují jako nesprávné, jelikož novější studie předpokládají u některých větších těles základnu s průměrem až 50 km. Sopky se obvykle rozkládají na území, které zabírá od několika stovek až po dva tisíce kilometrů čtverečních.Nejmenší zatím pozorovaná sopka měla pouze 30 km2, ale je pravděpodobné, že existují i menší. Jejich pozorování ale není možné pro nízké rozlišovací schopnosti použitých vědeckých aparatur. Celkové množství magmatu, ze kterého jsou sopky tvořeny, se pak odhaduje na 1 až 200 km3. Během průzkumu oblasti Tempe Terra v 80. letech založeného na snímcích ze sond Viking nebyly k dispozici snímky s podrobným rozlišením, s jejichž pomocí by bylo možné určit sklony svahů sopek. Nové snímky oblasti ukázaly detailněji povrch Marsu a umožnily zjistit, že sklony sopečných svahů se pohybují mezi 0,5° až 2°, nejčastěji pouze okolo 1°. Oproti tomu terestrické štítové sopky mají většinou sklony svahů mezi 4° až 8°. Další skupina sopek, která nejvíce odpovídá terestrickým stratovulkánům, není v oblasti Snake River Plain zastoupena.
Výška štítových sopek je relativně nízká, což vysvětlují dvě teorie: První předpokládá nestálost přívodních kanálů magmatu, které nezásobovaly sopku po dostatečně dlouhý čas. Proti této teorii stojí celkové množství magmatu, které bylo v oblasti vytlačeno. Druhá teorie předpokládá, že magmatické rezervoáry byly situovány blízko povrchu, což zmenšilo litostatický tlak, který neměl dostatečnou sílu vytvořit vyšší tělesa, jaká jsou známá z jiných míst na Marsu. V tomto případě by se v oblasti musel vyskytovat značný počet trhlin a míst, kudy by magma proudilo na povrch. V současnosti je vznik oblasti nejasný. Rozsáhlé lávové výlevy v okolí sopek dále naznačují, že chemické složení lávy se bude blížit tavenině o nízkém obsahu křemíku a vysokým obsahem hořčíku či železa. Další interpretace počítají s vysokou teplotou magmatu, či vyšší rychlostí vystupujícího magmatu.
Malé vyklenuté útvary pozorované v Tempe Terra by nejspíše mohly být obdoby terestrických útvarů Big Southern, Middle a East Buttes v oblasti Snake River Plain, které jsou tvořeny rheolitickou lávou o vysoké viskozitě s nízkou mobilitou. Na základě srovnávacích studií získaných satelitních snímků, zejména velikostí a sklonů svahu, se předpokládá, že štítové sopky v oblasti Tempe Terra jsou velmi podobné štítovým sopkám v oblasti Snake River Plain, sopce Mauna Ulu na Havaji, či štítovým sopkám na Islandu.
Všechny popsané druhy vulkanismu v Tempe Terra jsou nejspíše propojeny nějakým kontrolním mechanismem, jelikož jsou poměrně dobře ohraničené a vyskytují se v oblastech, mezi kterými je viditelný postupný přechod. Západní část oblasti je tak tvořena pouze výlevným vulkanismem, střední část obsahuje velké množství štítových sopek a východní část intra-kontinentální výlevný vulkanismus.

## Předchozí průzkum oblasti a stratigrafická mapa
Oblast Tempe-Mareotis byla předmětem již několika vědeckých výzkumů, které se zaměřovaly na vulkanické, či tektonické pochody, které oblast formovaly. Tyto studie byly postaveny na geologickém mapování založeném na starších satelitních snímcích (vznikly geologické mapy o měřítku 1:25 000 000 (1978), 1:5 000 000 (1979) a 1:15 000 000 (1986)). V 90. letech 20. století bylo provedeno nové geologické mapování, které se zaměřovalo na stratigrafické členění oblasti a snaze odhadnout stáří jednotlivých jednotek a jejich vzájemné vztahy, jehož výsledkem je Geological Map of the Tempe-Mareotis Region of Mars zhotovená Henrym J. Moorem. Mapa je založena na šesti fotomozaických snímcích o měřítku 1:500 000 (U.S. Geological Survey, 1991a-f). Jejich zkombinováním bylo možno vytvořit obraz oblasti v měřítku 1:1 000 000.